# シェリー・ダンカン
デビッド・シェリー・ダンカン（David Shelley Duncan, 1979年9月29日 - ）は、アメリカ合衆国アリゾナ州ツーソン出身の元プロ野球選手（一塁手、外野手）。右投右打。
父のデーブ・ダンカンは元捕手のメジャーリーガー（後に投手コーチ）、弟のクリス・ダンカンもメジャーリーガー（外野手）という野球一家である。

## 経歴

### プロ入り前
アリゾナ大学時は大学オールアメリカン、PAC-10オールスターに選ばれるなど活躍した。

### プロ入りとヤンキース時代
2001年のMLBドラフト2巡目（全体62位）でニューヨーク・ヤンキースから指名され、プロ入り。
2005年、傘下のAA級トレントン・サンダーでリーグトップの32本塁打、92打点を記録した。イースタンリーグのオールスターゲームにも出場し、ホームランダービーで優勝している。翌2006年も打率.351、19本塁打と好成績を残す。
2007年、AAA級スクラントン・ウィルクスバリ・ヤンキースで打率.296、25本塁打、長打率.577（336打席）と好成績を残す。ジェイソン・ジアンビの故障などのチーム事情もあり、シーズン途中でメジャー昇格を果たす。7月20日のタンパベイ・デビルレイズ戦に指名打者としてメジャーデビュー。初安打・初打点を記録すると、翌日の試合では初本塁打、翌々日には2本塁打を放つ。昇格後10試合で5本塁打と、当時通算500号本塁打を前に金縛り状態にあったアレックス・ロドリゲスを尻目にチームを救う活躍を見せた。
2008年はレギュラー候補として期待されていたが、3月12日のタンパベイ・レイズとのオープン戦で二塁を守る岩村明憲に対して危険なスライディングを行って両軍入り乱れての乱闘となり、3試合の出場停止処分を科された。
2009年はインターナショナルリーグのMVPに選ばれるなどAAA級スクラントン・ウィルクスバリでは活躍したが、メジャーでは結果を残せなかった。

### インディアンス時代
2010年1月4日、クリーブランド・インディアンスと契約した。開幕を傘下のAAA級コロンバス・クリッパーズで迎えたが、その後、昇格した。
インディアンスでは2010年から2年連続で二桁本塁打を放っている。
2012年8月29日にDFAとなった後は傘下のAAA級ダーラム・ブルズへ配属された。レギュラーシーズン終了後の10月9日にFAとなった。

### レイズ時代
2013年1月22日にレイズとマイナー契約を結んだ。開幕ロースター入りを果たしたが、4月30日にDFAとなった後は傘下のAAA級ダーラム・ブルズへ配属された。レギュラーシーズン終了後の10月11日にFAとなった。

### レッズ傘下時代
2014年1月21日にアリゾナ・ダイヤモンドバックスとマイナー契約を結んだが、3月24日に自由契約となった。
その後、5月8日にシンシナティ・レッズとマイナー契約を結んだ。傘下のAAA級ルイビル・バッツでプレーしていたが、6月18日に自由契約となった。この年が現役最後のシーズンとなった。

### 現役引退後
2015年よりダイヤモンドバックス傘下A-級ヒルズボロ・ホップスの監督に就任。その後2017年は傘下A+級バイセイリア・ローハイド、2018年は傘下AA級ジャクソン・ジェネラルズの監督を務めた。
2019年からはトロント・ブルージェイズのフィールドコーディネイターに就任し、翌2020年まで務めた。
2021年からはシカゴ・ホワイトソックスのアナリティクスコーディネイターに就任。2022年限りで退団した。
2023年1月20日、古巣であるヤンキース傘下AAA級スクラントン・ウィルクスバリ・ヤンキースの監督に就任することが発表された。

## 人物
現役時代、ダッグアウトに戻った際のハイファイブやチェストバンプ（胸を突き合う）といったアクションが熱血的で激しく、笑いの対象にもなっている。そこから付いた愛称は"Slam"。2007年当時にヤンキースの監督であったジョー・トーリは、『ダンカンがチームメイトに出迎えられるだろう時はいつも、（私には危険だから）彼を避けようとしているんだ』と語っている。

## 詳細情報

### 年度別打撃成績
| 年 度    | 球 団    | 試 合 | 打 席 | 打 数 | 得 点 | 安 打 | 二 塁 打 | 三 塁 打 | 本 塁 打 | 塁 打 | 打 点 | 盗 塁 | 盗 塁 死 | 犠 打 | 犠 飛 | 四 球 | 敬 遠 | 死 球 | 三 振 | 併 殺 打 | 打 率 | 出 塁 率 | 長 打 率 | O P S |
| -------- | -------- | ----- | ----- | ----- | ----- | ----- | -------- | -------- | -------- | ----- | ----- | ----- | -------- | ----- | ----- | ----- | ----- | ----- | ----- | -------- | ----- | -------- | -------- | ----- |
| 2007     | NYY      | 34    | 83    | 74    | 16    | 19    | 1        | 0        | 7        | 41    | 17    | 0     | 0        | 1     | 0     | 20    | 0     | 0     | 8     | 2        | .257  | .329     | .554     | .883  |
| 2008     | NYY      | 23    | 65    | 57    | 7     | 10    | 3        | 0        | 1        | 16    | 6     | 0     | 0        | 0     | 1     | 15    | 0     | 0     | 13    | 1        | .175  | .262     | .281     | .543  |
| 2009     | NYY      | 11    | 15    | 15    | 1     | 3     | 0        | 0        | 0        | 3     | 1     | 0     | 0        | 0     | 0     | 0     | 0     | 0     | 5     | 1        | .200  | .200     | .200     | .400  |
| 2010     | CLE      | 85    | 259   | 229   | 29    | 53    | 10       | 0        | 11       | 96    | 36    | 1     | 0        | 0     | 1     | 26    | 2     | 3     | 76    | 4        | .231  | .317     | .419     | .736  |
| 2011     | CLE      | 76    | 247   | 223   | 29    | 58    | 17       | 0        | 11       | 108   | 47    | 0     | 1        | 0     | 2     | 19    | 1     | 3     | 56    | 7        | .260  | .324     | .484     | .808  |
| 2012     | CLE      | 81    | 264   | 232   | 29    | 47    | 10       | 0        | 11       | 90    | 31    | 1     | 2        | 0     | 3     | 28    | 1     | 1     | 59    | 9        | .203  | .288     | .388     | .676  |
| 2013     | TB       | 20    | 64    | 55    | 6     | 10    | 1        | 0        | 2        | 17    | 6     | 0     | 0        | 0     | 0     | 9     | 0     | 0     | 14    | 4        | .182  | .297     | .309     | .606  |
| MLB：7年 | MLB：7年 | 330   | 997   | 885   | 117   | 200   | 42       | 0        | 43       | 371   | 144   | 2     | 3        | 1     | 7     | 97    | 4     | 7     | 243   | 28       | .226  | .305     | .419     | .724  |

### 表彰
MiLB
- インターナショナルリーグ最優秀選手賞（英語版）：1回（2009年）

### 背番号
- 17（2007年 - 2008年）
- 28（2009年）
- 47（2010年 - 2012年、2019年）
- 15（2013年）
- 49（2021年 - ）

- 2020年は背番号なし